# La Florida (Tabasco)
La Florida es una localidad del municipio de Huimanguillo ubicado en la subregión de la Chontalpa del estado mexicano de Tabasco.

## Geografía
La localidad de La Florida se sitúa en las coordenadas geográficas 17°50′44″N 93°43′25″O / 17.845578, -93.72351, a una elevación de 10 metros sobre el nivel del mar.

## Demografía
Según el Conteo de Población y Vivienda 2020, efectuado por el Instituto Nacional de Estadística y Geografía, la localidad de La Florida tiene 57 habitantes, de los cuales 29 son del sexo masculino y 28 del sexo femenino. Su tasa de fecundidad es de 3.05 hijos por mujer y tiene 17 viviendas particulares habitadas.
| Gráfica de evolución demográfica de La Florida entre 2010 y 2020 |
|                                                                  |
| INEGI.                                                           |